# 보조 교통수단
보조 교통수단, 보조 교통, 파라트랜싯(paratransit)은 고정된 경로나 시간표 없이 개별화된 탑승을 제공하여 고정 경로 대중교통을 보완하는 교통 서비스 유형이다. 보조교통 서비스는 고객에게 제공하는 유연성의 정도에 따라 상당히 달라질 수 있다. 가장 간단하게는 어느 정도 정의된 경로를 따라 운행한 다음 요청 시 승객을 태우거나 내리기 위해 정차하는 택시나 소형 버스로 구성될 수 있다. 스펙트럼의 반대쪽 끝인 완전한 수요 응답형 교통인 가장 유연한 보조교통 시스템은 서비스 지역의 모든 출발지에서 모든 목적지까지 주문형 콜업 도어 투 도어 서비스를 제공한다. 대중 교통 기관 외에도 보조 대중 교통 서비스는 지역 사회 그룹이나 비영리 조직, 영리 민간 회사 또는 운영자에 의해 운영될 수 있다.
중간 대중교통(intermediate public transport, IPT) 또는 보조교통의 개념은 선진국과 개발도상국 간에 상당한 차이를 보인다. 선진국에서는 일반적으로 지점 간 서비스를 제공하도록 설계된 유연하고 수요에 대응하는 대중 교통 형태이다. 이러한 시스템은 일반적으로 체계적으로 잘 구성되어 있다. 반면, 개발도상국에서는 IPT가 공식 운송 수단에 대한 비공식적이고 비용 효율적인 대안으로 운영되는 경우가 많다. 이는 체계적이지 않고 최소한의 정부 규제를 받는 경향이 있으며, 빠르고 편리한 여행을 촉진하는 일반적인 대중 교통 형태이다.
IPT의 중요성은 이동성을 넘어 이러한 서비스를 운영하는 사람들의 경제적 복지에도 기여할 수 있다. 어떤 경우에는 템포, 자동인력거 같은 차량을 운전하는 운전자가 상당한 일당을 벌어 생계를 유지할 수 있다.
일반적으로 미니버스는 미국에서 보조교통 서비스를 제공하는 데 사용된다. 대부분의 보조교통 차량에는 접근을 용이하게 하기 위해 휠체어 리프트나 경사로가 장착되어 있다.
미국에서는 민간 운송 회사가 지역 대중 교통 기관과 계약을 맺고 도시 및 대도시 지역에서 보조 교통 서비스를 제공하는 경우가 많다.

## 같이 보기
- 택시